# Serenity (2005)
Serenity is een Amerikaanse sciencefictionfilm uit 2005 geschreven en geregisseerd door Joss Whedon. Het verhaal speelt zich af in het universum van de televisieserie Firefly. Het verhaal speelt zes maanden na het einde van de serie (aflevering Objects in Space) en is een volwaardige afsluiting voor de verhaallijn van het eerste seizoen.
De film won onder meer een Nebula Award voor beste scenario, een Hugo Award voor beste dramaproductie en een Saturn Award voor beste bijrolspeelster (Summer Glau).

## Verhaal
Malcolm Reynolds is een veteraan van de galactische burgeroorlog. Hij verdient zijn brood door transporten te doen met zijn schip Serenity. Zijn bemanning is het enige wat hij nog aan familie heeft. Wanneer hij twee nieuwe passagiers aan boord krijgt, een jonge dokter en zijn telepathisch begaafde zus, is dat het begin van grote problemen: de twee blijken op de vlucht te zijn voor de heersende coalitie.

## Rolverdeling
- Nathan Fillion - Captain Malcolm Reynolds
- Gina Torres - Zoë Washburne
- Alan Tudyk - Hoban Washburne
- Morena Baccarin - Inara Serra
- Adam Baldwin - Jayne Cobb
- Jewel Staite - Kaylee Frye
- Sean Maher - Dr. Simon Tam
- Summer Glau - River Tam
- Ron Glass - Shepherd Book
- Chiwetel Ejiofor - The Operative
- David Krumholtz - Mr. Universe
- Sarah Paulson - Dr. Caron